# Chimarra beameri
Chimarra beameri är en nattsländeart som beskrevs av Donald G. Denning 1950. Chimarra beameri ingår i släktet Chimarra och familjen stengömmenattsländor. Inga underarter finns listade i Catalogue of Life.